# Cay Sal Bank
Die Cay Sal Bank (Spanisch: Placer de los Roques) ist eine große Korallenriffformation mit zahlreichen kleinen Inseln auf einem über weite Strecken in einigen Metern Wassertiefe liegenden Saumriff in den Bahama Banks.

## Geographie
Die Cay Sal Bank ist die drittgrößte und westlichste der Bahama Banks. Sie liegt näher bei Kuba (davon getrennt durch den 50 km breiten Nicholas Channel) als zur nächstgelegenen Bahama-Insel. Sie ist von der Great Bahama Bank durch den Santaren Channel getrennt, deren westlicher Rand 50 km östlich liegt. Die Westspitze von Andros, der nächstgelegenen Insel der Bahamas, liegt 145 km östlich der Cay Sal Bank. Die Floridastraße trennt sie von den Florida Keys (Key Largo liegt 100 km nördlich).
Die Inseln der Cay Sal Bank sind in Bezug auf Kuba das nächstgelegene Ausland. Im Laufe der Jahrzehnte wurden in diesem Gebiet 27.000 Bootsflüchtlinge aus Kuba durch die US-Küstenwache aufgegriffen, die hier patrouilliert.
Die Cay Sal Bank ist eine Karbonatplattform mit einem dreiecksförmigen Grundriss. Sie wird auch als absinkendes Atoll betrachtet, bei dem das Korallenwachstum nicht mit der Geschwindigkeit des Absinkens mithält. Mit ihrer Gesamtausdehnung ist die Cay Sal Bank das zweitgrößte Atoll der Erde, übertroffen nur durch die Great Chagos Bank. Die Gesamtfläche wird mit etwa 4000 bis 5230 km² angegeben. Im Süden liegt die 105 km lange Seite des Dreiecks, während die Breite von Nord nach Süd 66 km beträgt. Die Landfläche der 96 teilweise sehr kleinen Inseln wird mit insgesamt etwas weniger als 15 km² angegeben. Die Lagune ist 9 bis 16 Meter tief.
Die Inseln und Inselgruppen auf dem Saumriff sind im Uhrzeiger von Südwesten nach Südosten:
- Cay Sal
- Elbow Cays  (Spanisch: Los Roques)
- Crenula Cay
- Double Headed Shot Cays
- Water Cays (West Water Cay und East Water Cay)
- Deadman’s Cays
- Muertos Cays
- Dog Rocks (Nordostecke)
- Damas Cays
- North Dangerous Shoals
- South Dangerous Rock
- Bellows Cay
- Anguilla Cays

Die wichtigsten Inseln sind Cay Sal, (North) Elbow Cay und Anguilla Cay.

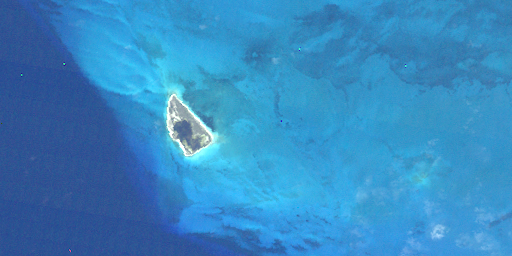
Satellitenbild der Hauptinsel Cay Sal

Cay Sal, die Hauptinsel im Südwesten, ist 1,6 km lang und hat eine Fläche von 1,22 km². Sie war bis Ende der 1970er Jahre mit einem kleinen Militärposten und Landebahn die einzige bewohnte Insel des Atolls. Im Inselinnern liegt ein großer Salzwasserteich, der gewöhnlich durch starke windgepeitschte Seewellen wieder aufgefüllt wird, die durch die Südwestseite der Insel brechen. Ansonsten ist die Insel mit verkrüppelten Palmen bewachsen. An der Westseite findet man heute nur noch Reste der Gebäude der ehemaligen Siedlung.
Die Elbow Cays sind die westlichsten Inseln der Cay Sal Bank, sie erstrecken sich von Südosten nach Nordwesten. North Elbow Cay (früher bewohnt) ist die größte und höchste Insel der Elbow Cays und weist einen nicht mehr benutzten, 17,7 m hohen Leuchtturm auf. Weiter im Südwesten liegen einige unbenannte Cays und zeitweise Trockenfallende Korallenblöcke.
Die Double Headed Shot Cays erstrecken sich als Gruppe länglicher Inseln vom South Elbow Cay im Südwesten bis zu den Water Cays im Nordosten. Hier im Nordwesten der Cay Sal Bank strömt der Floridastrom mit voller Stärke in nur geringem Abstand zum Ufer an den Inseln vorbei.
Die Anguilla Cays nahe der Südostecke der Cay Sal Bank bestehen aus einigen länglichen, Gestrüpp-bewachsenen Sandinseln, die im Süden sumpfig sind und auch einige verkrüppelte Palmen aufweisen. Am Nordende der Anguilla Cays steht ein fünf Meter hoher Signalturm. Anguilla Cay ist die nördlichste und zweitgrößte Insel der Anguilla Cays. Cotton Cay, im Süden, ist die größte. Dazwischen liegt Middle Cay, außerdem gibt es eine Reihe unbenannter Cays.

## Verwaltung
Die Cay Sal Bank gehört mit ihren Inseln zum Bimini-Distrikt der Bahamas, deren Hauptinseln 150 km im Norden liegen.